# Iodure d'ytterbium(II)
L'iodure d'ytterbium(II) est un composé chimique constitué des éléments ytterbium et iode. C'est un solide jaune qui se dissout dans l'eau en formant des solutions toutes aussi jaunes. L'iodure d'ytterbium(II) a été synthétisé conjointement à l'iodure de samarium(II), (SmI2), comme réactif en synthèse organique.

## Préparation
La préparation de l'iodure d'ytterbium(II) est réalisée par décomposition thermique de l'iodure d'ytterbium(III) :
{\displaystyle \mathrm {2\ YbI_{3}\ {\xrightarrow[{}]{\Delta \ T}}\ 2\ YbI_{2}\ +\ I_{2}} }
Une autre préparation en conditions douces consiste en la réaction de l'ytterbium métallique et de l'1,2-diiodoéthane dans le tétrahydrofurane (THF). Bien que le réaction soit menée à température ambiante, la sensibilité des produits et réactifs est telle qu'il est nécessaire de travailler en condition strictement anhydre et sous gaz inerte. En présence d'oxygène, une oxydation rapide vers l'ytterbium(III) a lieu. Celle-ci est visuellement reconnaissable par le changement de couleur de vert à jaune :
{\displaystyle \mathrm {Yb\ +\ ICH_{2}CH_{2}I\ {\xrightarrow[{}]{THF}}\ YbI_{2}\ +\ H_{2}C=CH_{2}} }

## Propriétés
L'iodure d'ytterbium(II) est très sensible à l'air et à l'humidité. Il est oxydé rapidement à l'air en ytterbium(III) et ses solutions aqueuses se décomposent rapidement avec un dégagement d'hydrogène, une décoloration totale et précipitation d'iode élémentaire. En milieu acide, le réaction devient incontrôlable.
((de)) YbI2 sintert bei 0,01 Torr ab etwa 780 °C⇔ = YbI2 commence à ramollir(?) vers 780 °C à 0,01 Torr et vers 920 °C, donne une masse fondue visqueuse. Commence alors une dismutation en Yb et YbI3. Vers 800 °C, un sublimé jaune d'YbI2 est observé sur les parois du contenant ce qui masque partiellement la dismutation. Le point de fusion de l'iodure d'ytterbium(II) ne peut donc être déterminé de façon exacte,.

## Utilisation
L'iodure d'ytterbium(II), comme l'iodure de samarium(II) (SmI2), est utilisé comme réactif réducteur et de couplage dans diverses synthèses organiques.